# الكسندر ونايت
الكسندر ونايت (24 يناير 1899 - 8 أبريل 1986) (بالإنجليزية: Alexander Knight)‏ هو لاعب كريكت نيوزلندي.

## وصلات خارجية
- الكسندر ونايت على موقع إي آس بي آن كريك إنفو (الإنجليزية)